# Royal Tunbridge Wells
Royal Tunbridge Wells, tidigare enbart (och fortfarande oftast kallat) Tunbridge Wells, är en stad i grevskapet Kent i sydöstra England. Staden är huvudort i distriktet Tunbridge Wells och ligger i den västra delen av Kent, cirka 48 kilometer sydost om centrala London. Den ligger nära gränsen till East Sussex. Tätorten (built-up area) hade 51 232 invånare vid folkräkningen år 2021.